# Ian Crocker
Ian Lowell Crocker (Portland, 31 de agosto de 1982) é um nadador dos Estados Unidos, ganhador de 3 ouros olímpicos.
Crocker, que é especializado no nado borboleta, recebeu 5 medalhas olímpicas em sua carreira. Além de suas realizações na Olimpíada, Crocker foi o primeiro homem a nadar abaixo de 51 segundos nos 100 metros borboleta.
Em Sydney 2000, Crocker ficou em 4º nos 100m borboleta e obteve o ouro no 4x100m medley. Já em Atenas 2004, conquistou medalhas em todas as provas que participou. E em Pequim 2008, Crocker ficou em 4º nos 100m borboleta.
Crocker também ganhou uma prata e dois ouros no Mundial 2003, e dois ouros e uma de prata no Mundial de 2005. No Mundial de Melbourne 2007, Crocker causou a desqualificação da equipe americana de 4x100 m medley.
Crocker aposentou-se após a realização dos Jogos Olímpicos de Pequim 2008 e iniciou uma escola de natação com os ex-colegas Neil Walker e James Fike, com localizações em Austin e Dallas.
Em piscina olímpica, Crocker foi recordista mundial dos 100 metros borboleta entre 2003 e 2009, e dos 50 metros borboleta entre 2004 e 2005. Já em piscina semi-olímpica, foi recordista mundial dos 100 metros livres entre 2004 e 2007, dos 100 metros borboleta entre 2004 e o momento atual (2009), e dos 50 metros borboleta entre 2004 e 2005.